# 国鉄791系電車
791系電車（791けいでんしゃ）は、1959年（昭和34年）に登場した日本国有鉄道（国鉄）の交流用試験電車である。

## 概要
1959年に川崎車輌で新製された。交流電化（50Hz・60Hz/20kV）の実用化のための試験車として登場した車両である。電機品の製造は東芝が担当した。登場時の形式番号はモヤ94形（94000）と称し、同年6月の称号規程改正に伴いクモヤ791形（クモヤ791-1）に改称された。

## 構造
車体は両運転台、車体長20メートルでスタイルや構造は153系電車に準じている。だが、前照灯は貫通扉上部に1基設置されているのみで、また種別・行先表示窓がない。側扉が台枠の関係でステップ付きの4枚折戸であるなどの相違点がある。この側扉の構造は後の車両にも多く受け継がれている。
車内はテストを兼ねた営業運転を行うことも考えられていたため、近郊形仕様のセミクロスシート（側扉周りにロングシート、車内中部に10ボックスのクロスシート）が設けられており、定員は108名（座席定員66名）とされた。
台車はDT26と呼称し、これはDT24をベースとしながら、寸法の異なる各社の試作電動機を交換して試験できるようにしたもので、軸距が2,100 mmから2,300 mmに拡大されている。
搭載される主電動機は日立、東芝、川崎、三菱、東洋電機、富士電機でそれぞれ1台ずつ製作された。
駆動方式は中空軸平行カルダンで、歯車比15:89（1:5.933）である。
制御方式は単相交流をそのまま使用する直接式で、主変圧器の2次側をタップ切替することで電圧制御を行い、単相交流整流子電動機を駆動する。
20 kV60 Hzでこの方式を採用したのは本形式が世界初とされる。
外板は交流用を表すため交流電気機関車と同じ赤2号に塗られ、幕板部の全周に細い帯、前面窓下部には太い帯で、警戒色としてクリーム4号が配されていた。

## 運用
落成後は敦賀第二機関区に配置され北陸本線で試験が行われた後、1962年（昭和37年）10月に南福岡電車区に転属し、九州地区で試験が行われた。しかし使用する周波数が高く電動機の整流子の保守が大変であったことや、半導体技術の発達によって整流器式が主流となったため、直接式は試験のみで終わってしまった。試験後は南福岡電車区において入換・牽引用に使用された。
1972年（昭和47年）12月には交流同期電動機の試験に用いられた。制御装置を室内に仮設し、交流サイリスタ電動機を装荷して日豊本線柳ヶ浦駅 - 杵築駅間で試験を行った。実際には、電磁石同期電動機と外付けのサイクロコンバータ制御装置の組み合わせを2組搭載したものである。既設の主変圧器は流用され、交流-交流変換を行うサイクロコンバータにより固定子電流を制御し、回転子側はサイリスタ位相制御により制御された。回生ブレーキも使用可能であった。今日のVVVF制御とは異なり、サイリスタは電動機の同期周波数に同期してスイッチングされ、低周波領域では入力電流のゼロ点でターンオフし、それ以外では電動機の起電力によりターンオフする他励式かつ電流型の回路であった。
その後、1977年（昭和52年）には入換車としての役目も終え、1980年（昭和55年）5月に廃車となった。廃車前には保存を前提とした譲渡の計画もあったが、実現せず解体処分された。